# 北海道道422号川湯停車場線
北海道道422号川湯停車場線（ほっかいどうどう422ごう かわゆていしゃじょうせん）は、北海道川上郡弟子屈町を結ぶ一般道道である。

## 概要

### 路線データ

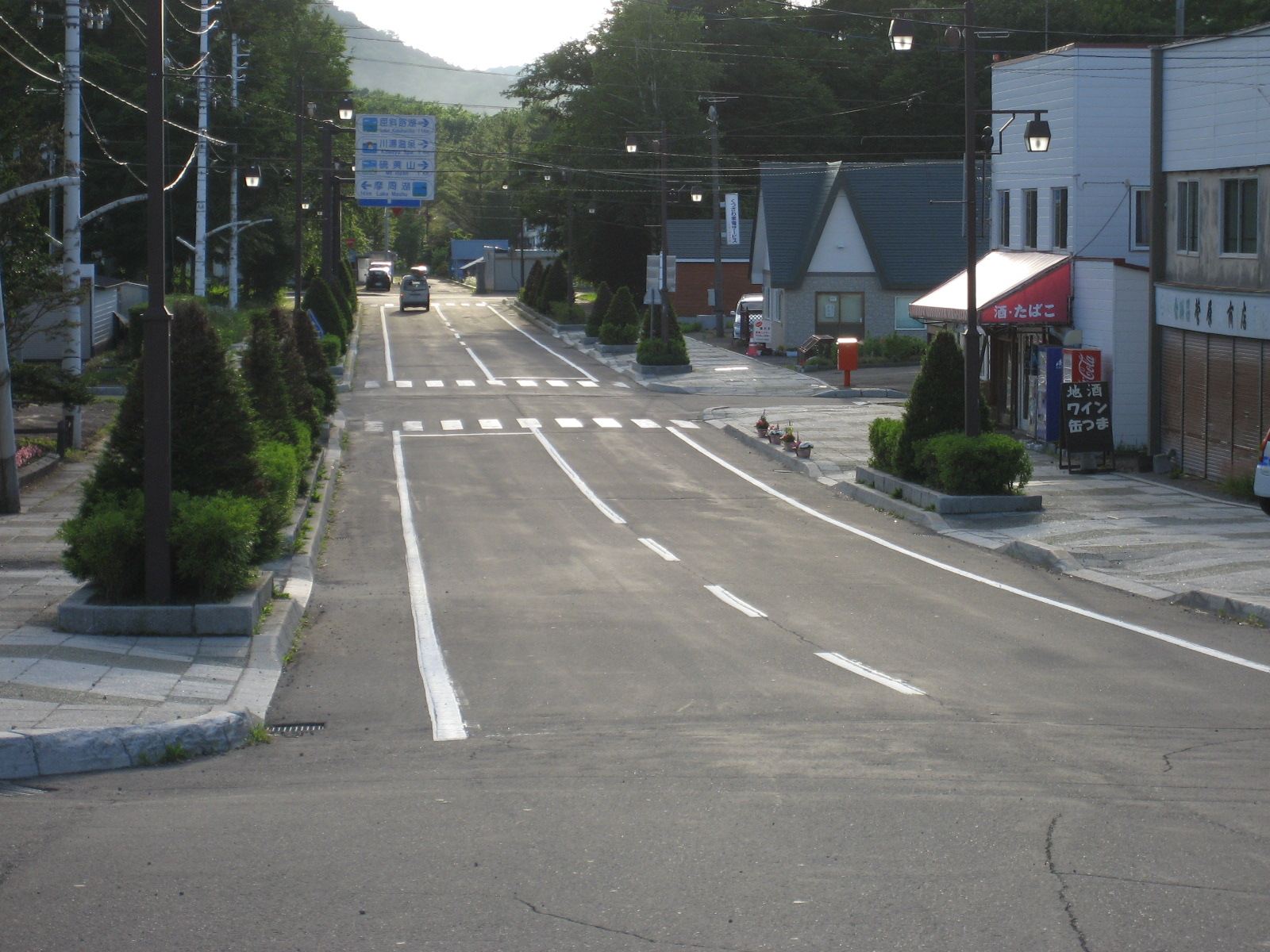
起点の様子

- 起点：北海道川上郡弟子屈町川湯駅前1丁目（JR北海道 釧網本線 川湯温泉駅）

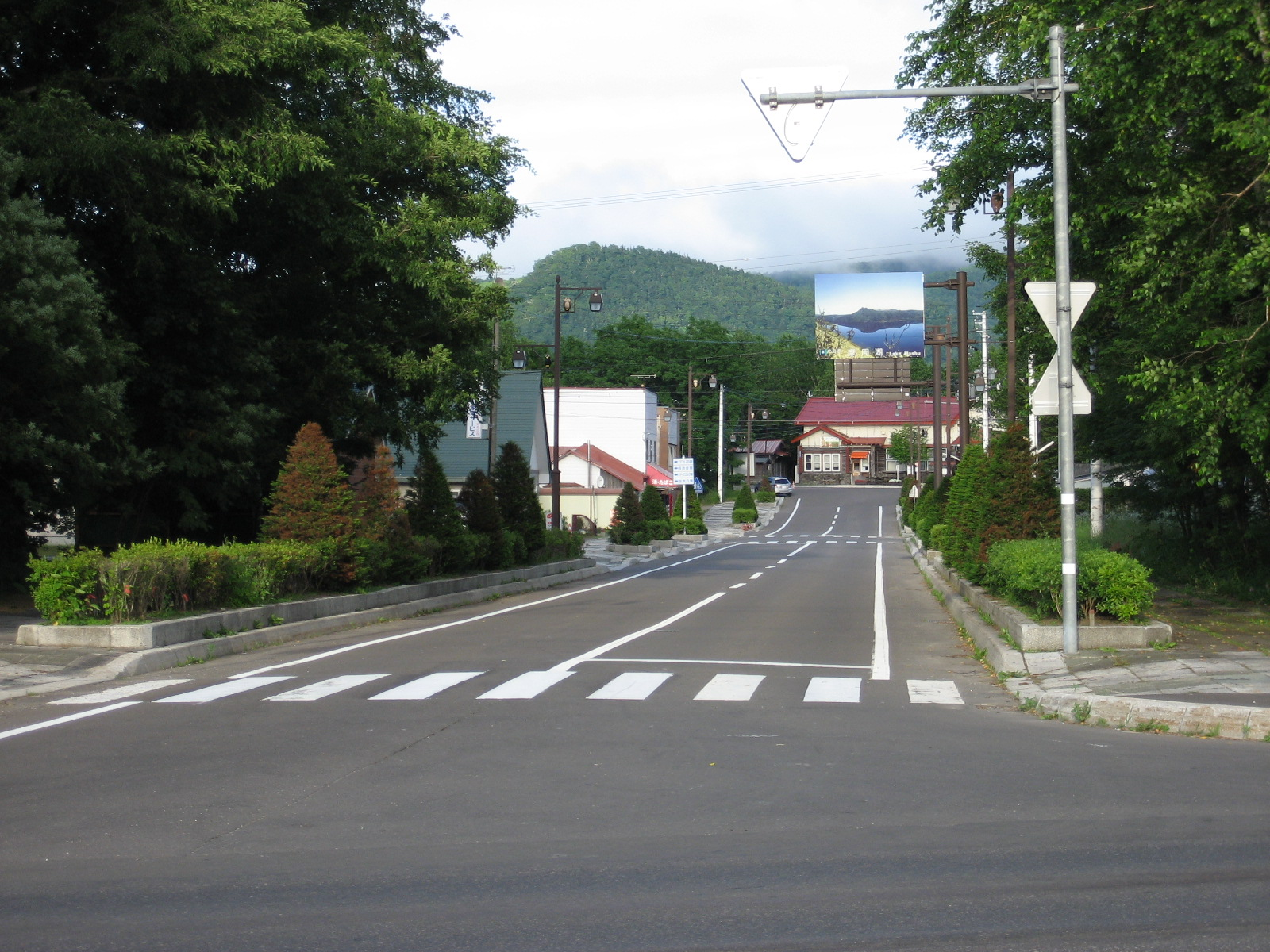
終点の様子

- 終点：北海道川上郡弟子屈町川湯駅前3丁目（国道391号交点）
- 総距離：0.2 km

## 歴史
- 1961年（昭和36年）3月31日 - 路線認定[1]
  - 認定当時の駅名は「川湯駅」。1988年（昭和63年）3月13日に現駅名に変更。

## 地理

### 通過する自治体
- 釧路総合振興局
  - 川上郡弟子屈町

### 主な接続道路
弟子屈町
- 国道391号 - 川湯駅前3丁目（終点）